# Nikos Papagiannopoulos
Nikos Papagiannopoulos (in greco Νίκος Παπαγιαννόπουλος?; Katafygio, 1956) è un poliziotto greco, dal 2011 comandante della polizia ellenica.

## Biografia

### Giovinezza e formazione
Nikos Papagiannopoulos è nato nel 1956 a Katafygio , una cittadina dell'Etolia -Acarnania . È entrato all'Accademia della Polizia Municipale nel 1975 e si è laureato primo della sua classe nel 1982. Ha conseguito due lauree, una presso la Facoltà di Giurisprudenza dell'Università Nazionale e Kapodistriana di Atene e una presso la Scuola di Pubblica Amministrazione (Università Panteion).
Inoltre, il tenente generale Nikos Papagiannopoulos ha conseguito una laurea speciale presso l'Accademia Zosimaia , nonché un certificato della School of National Security (un'istituzione d'élite per la formazione di alti ufficiali della polizia ellenica).

### Servizio
All'inizio della sua carriera, ha servito nella direzione della risposta immediata dell'Attica , ma in seguito è stato trasferito presso dipartimenti meno in pronto intervento e più di servizio interno.
Dal 2006 al 2009 ha coordinato il Ramo di Organizzazione e Legislazione e il Ramo del Personale e Risorse Umane presso la sede centrale della Polizia ellenica ad Atene .
Il 5 novembre 2009 è stato promosso tenente generale e assegnato a Capo di Stato Maggiore presso il Quartier Generale, incarico che ha ricoperto fino al 17 ottobre 2011, quando è stato nominato Capo della Polizia ellenica.

### Vita privata
Il tenente generale Nikos Papagiannopoulos è sposato e ha due figlie.